# Небольсин, Эльдар
Эльдар Небольсин (родился в 1974 год; Ташкент, Узбекская ССР, СССР) — узбекский и российский пианист.

## Биография
Эльдар Небольсин выступал с оркестрами Лондона, Москвы, Санкт-Петербурга, Нью-Йорка, Парижа, Рима, Сиднея, Токио и Вены. Первую победу одержал на Всесоюзном конкурсе юных пианистов в Тбилиси, известность получил после победы на Международном фортепианном конкурсе в Сантандере. Выступает в сопровождении многих известных оркестров, дает много сольных концертов. В течение 10 лет преподавал камерный ансамбль в Высшей музыкальной школы королевы Софии в Мадриде. Является лауреатом первого Международного конкурса пианистов имени Святослава Рихтера. Эльдар опубликовал более 10 дисков на звукозаписывающих компаниях Decca, Naxos, Universal music, IBS Classical. В данный момент является Профессором на фортепианном факультете в консерватории Ханнс Айслер в Берлине. Регулярно даёт мастерклассы во многих странах и его студенты успешно выступают на ведущих площадках мира. Среди его студентов есть победители крупных конкурсов мира, таких как в Сантандере (Juan Perez Floristan) и других.
Сейчас является Свидетелем Иеговы.
Живёт со своей семьёй в Берлине.